# شيفروليه كورفيت
شيفروليه كورفيت (بالإنجليزية: Chevrolet Corvette)‏ هي سيارة رياضية من صناعة شيفروليه. شفروليه كورفيت المعروفة بالعامية باسم فيت "Vette" هي سيارة رياضية ببابين تتسع لراكبين تصنعها وتسوقها شفروليه على مدار أكثر من 60 عامًا من الإنتاج وثمانية أجيال من التصميم. ومن 1953 إلى 2019 كان لها محركًا أماميًا، ومنذ عام 2020 أصبح محركًا متوسطًا. مع أجيالها الملحوظة بالتتابع من C1 إلى C8 تعمل كورفيت كمركبة هالة من شفروليه وتشتهر على نطاق واسع بأدائها والبلاستيك المميز - سواء الألياف الزجاجية أو المركبة - الهيكل.
في عام 1953 عندما كان المسؤولون التنفيذيون في جنرال موتورز يتطلعون إلى تسمية السيارة الرياضية الجديدة من شفروليه، اقترح مساعد مدير قسم العلاقات العامة مايرون سكوت كورفيت على اسم السفينة الحربية الصغيرة القابلة للمناورة - وتمت الموافقة على الاسم. وتم تقديم الطراز الأول القابل للتحويل في جنرال موتورز موتوراما (GM Motorama) في عام 1953 كمفهوم، وتبعه بعد عشر سنوات الجيل الثاني لعام 1963 في طرازات الكوبيه والقابلة للتحويل المكشوفة. تم تصنيع كورفيت في الأصل في فلينت بميتشيغان وسانت لويس بولاية ميسوري، وقد تم تصنيعها في بولينج جرين بكنتاكي منذ عام 1981.
ومنذ ذلك الحين أصبحت كورفيت معروفة على نطاق واسع باسم "السيارة الرياضية الأمريكية". وكتبت مجلة أوتوموتيف نيوز أنه بعد "البطولة" في بداية البرنامج التلفزيوني "الطريق 66" في أوائل الستينيات، أصبحت كورفيت مرادفة للحرية والمغامرة، "أصبحت في نهاية المطاف" السيارة التجريبية الأكثر نجاحًا في التاريخ والسيارة الرياضية الأكثر شعبية في التاريخ".

## 2010شيفروليهكورفيت سي6 آر جي تي 2
- في عام 2009 تحوّل اهتمام (برات آند ميلر) من سيّارة (جي تي 1) التي اعتمدت على (كورفيت زد آر 1)، إلى سيارة (جي تي 2) الخاصّة بالسباقات والتي اشتهرت باسم (سي6.آر جي تي 2). زُوّدت السيّارة بمحرّك سعة 5.5 لتر تمّ تعديله داخل الشّركة باستخدام أنظمة (جي إم) الحركيّة. كان محرك (إل إس7) الجديد يتمتّع بعرض اسطوانة وطول شّوط أقلّ، كما استخدم رؤوس اسطوانات أصليّة من كتالوج (جي إم) مصنوعة من الألومنيوم. كان المحرّك يعمل بنظام التزوّد التلقائيّ بالهواء ويولّد قوّة كبيرة تبلغ 485 حصان.

## شيفروليه كورفيت سي6آر - 2005
- (كورفيت سي6 آر) هي إحدى أنجح سيّارات (كورفيت) الخاصّة بالسّباقات، وقد حقّقت انتصارات متتاية منذ ظهورها عام 2005. شاركت السيّارة في بطولة (لومان) الأمريكيّة وسباق (لومان) الـ24 ساعة كما سجلت رقماً قياسياً بالفوز بالبطولة لأربع مرات متتالية في الأعوام 2006 و2007 و2008 و2009. تستخدم السيّارة محرّك (كاتيك إل إس7.آر V8) تلقائيّ التزوّد بالهواء سعة 7 لتر يولّد قوّة 590 حصان.

## تاريخ

### الجيل أول سي1 (1953–1962)
الإنتاج من سنة 1953-إلى الآن
النسخة الأولى كورفت Roadster C1
من 1953 إلى 1955
هذه النسخة من تصميم المصمم الأمريكي المشهور Harley J. Earl. نزل هذا النوع بمحرك 6 اسطوانات سعة 3.9 لتر تقريباً بدفع خلفي، تزن السيارة حوالي 1309 كيلوجرام، ناقل السرعة أوتوماتيكي من 3 سرعات. القوة 150 حصان

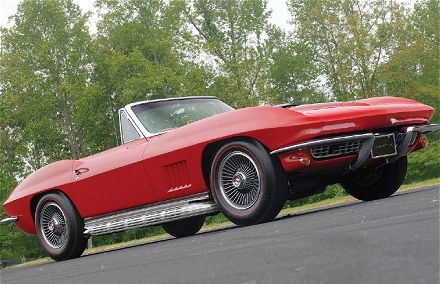
كورفيت ستينج راي قابلة للتحويل، شيفورليه الجيل الثاني موديل 1967.

## الجوائز
على مر السنين فازت كورفيت بجوائز من منشورات السيارات بالإضافة إلى منظمات مثل جمعية مهندسي السيارات.
- صنفت مجلة السيارات (Automobile Magazine) عام 1963-1967 ستينج راي في المرتبة الأولى في قائمة «أروع 100 سيارة»، فوق دودج فايبر جي تي أس وبورشه 911 وغيرها.[11] وفي عام 2013 اختارت المجلة كورفيت C7 لتكون «سيارة العام».[12]
- وضعت شركة سبورتس كار إنترناشونال كورفيت في المرتبة الخامسة على قائمة «أفضل السيارات الرياضية في الستينيات».
- اختارت مجلة هوت رود في عددها الصادر في مارس 1986 سيارة كورفيت أل أس 6 454 1973-1974 كواحدة من "أكثر 10 سيارات عضلية قابلة للتجميع" في شركة كل من 1968–70 شيفيل، 1970 "كودا، 1970 تشالنجر، 1966–67 فيرلين، 1968 –70 إيه أم أكس، 1970 كامارو زد28، 1968–70 جي تي أو، 1968–69 شارجر، 1967–68 موستانج.[13]
- اختار قراء السيارة والسائق سيارة كورفيت «أفضل سيارة في كل مكان» لمدة تسعة من أصل أحد عشر عامًا في استطلاعات رأي قراء السيارات والسائقين بما في ذلك السنوات 1971 و1972 و1973 و1974 و1975.
- اختارت مجلة كار آند درايفر كورفيت لقائمة أفضل عشر سيارات في السنة ستة عشر مرة: سي4 من 1985 حتى 1989، وسي5 في 1998 و1999 و2002 حتى 2004، وسي6 من 2005 حتى 2009، وسي7 في 2014.
- سمت مجلة موتور تريند كورفيت سيارة العام في الأعوام 1984 و1998 و2020.
- اختارت جمعية مهندسي السيارات وهندسة السيارات الدولية سيارة كورفيت المكشوفة 1999 (جنبًا إلى جنب مع مرسيدس بنز أس500) «أفضل سيارة هندسية في القرن العشرين».[14]
- تم ترشيح كورفيت 2005 لجائزة أفضل سيارة في أمريكا الشمالية وحصلت على لقب «السيارة الأكثر طلبًا» في مسابقة سيارة العام الكندية لعام 2006.
- مجلة الولايات المتحدة نيوز اند وورلد ريبورت[15] اختارت كورفيت 2010 «أفضل سيارة رياضية فاخرة من أجل المال».
- صنف موقع Edmunds.com في قائمة «أفضل 100 سيارة على الإطلاق» كورفيت ستينغراي عام 1963 على أنها أفضل سيارة تم إنتاجها في العالم على الإطلاق في المرتبة السادسة عشرة. واحتلت سيارة ZR1 لعام 1990 المرتبة 50، بينما احتلت سيارة كورفيت V8 لعام 1955 المرتبة 72، كما احتلت سيارة ZR1 لعام 2009 المرتبة 78 بشكل عام.
- تم ترشيح كورفيت 2014 لجائزة أمريكا الشمالية لسيارة العام

## ناسا وكورفيت

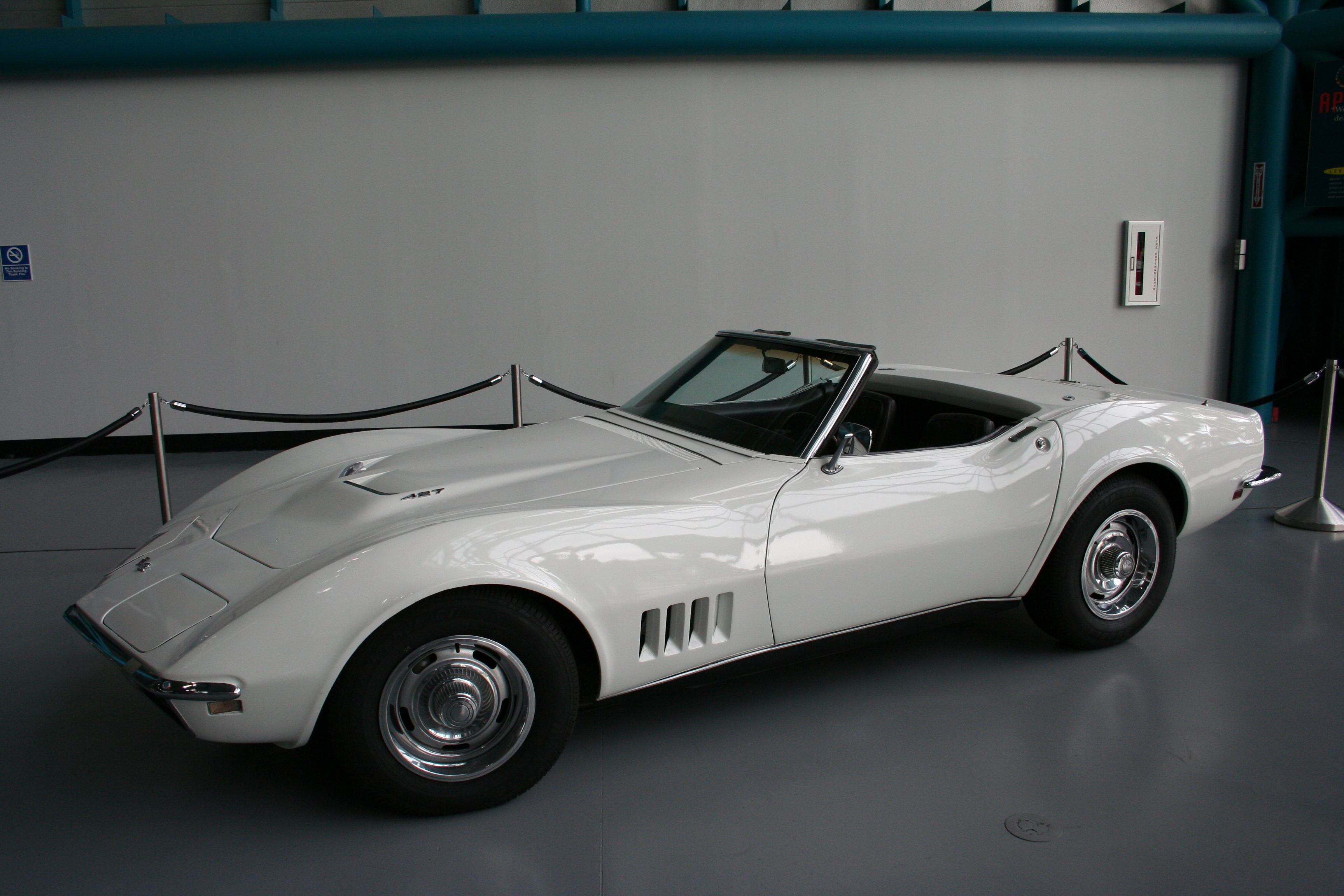
كورفيت رائد الفضاء آلان شيبرد معروض في مجمع زوار مركز كينيدي للفضاء

تمت دعوة رائد الفضاء آلان شيبرد مالك كورفيت منذ فترة طويلة من قبل كبير المهندسين في جنرال موتورز آنذاك زورا أركوس-دونتوف لقيادة طرازات كورفيت ما قبل الإنتاج. وفي وقت لاحق أعطى مديرو جنرال موتورز شيبرد موديل عام 1972 مع تصميم داخلي بيل ميتشل. أصبح جيم راثمان تاجر شيفروليه في ملبورن وفلوريدا والفائز بجائزة إندي 500 لعام 1960، صديقًا لرواد الفضاء شيبرد وجوس جريسوم وجوردون كوبر. أقنع راثمان رئيس جنرال موتورز إد كول بإعداد برنامج يزود كل رائد فضاء بزوج من السيارات الجديدة كل عام. اختار معظمهم سيارة عائلية لزوجاتهم وسيارة كورفيت لأنفسهم. في مذكراته (Last Man On The Moon)، يصف جين سيرنان كيف نجح ذلك. وتلقى رواد الفضاء طرادات جديدة تمامًا، والتي تم منحهم خيار شرائها بسعر «مستعمل» بعد أن قطعوا مسافة 3000 ميل. ويتذكر آلان بين الكورفيت التي اصطفت في ساحة انتظار السيارات خارج مكاتب رواد الفضاء في مركز جونسون للفضاء في هيوستن، والسباقات الودية بين شيبرد وجريسوم على طول طرق شاطئ فلوريدا وعلى الشواطئ حيث غضت الشرطة المحلية الطرف. حتى أن شيبرد وجريسوم وكوبر سحبوا بعضهم البعض على الزلاجات في المياه الضحلة. تم ربط ميركوري ورواد الفضاء بشكل غير رسمي بالكورفيت وظهروا في الصور الرسمية مع سياراتهم ونماذج من المركبات الفضائية مثل مركبة أبولو القمرية أو المركبة الفضائية القمرية. تحدث كوبر عن السباقات على طول شاطئ كوكوا في تأبينه لشيبارد في مركز جونسون للفضاء في عام 1998.

## السيارات المبتكرة
لقد ألهمت سيارات كورفيت النموذجية تصاميم عدة أجيال من كورفيت. وأول كورفيت نموذج هارلي إيرل 1953 إي أكس-122 كورفيت كان هو نفسه سيارة عرض مبتكرة، عُرضت لأول مرة للجمهور سنة 1953 في جنرال موتورز موتوراما في فندق والدورف أستوريا في مدينة نيويورك في 17 يناير 1953. الإنتاج في ستة أشهر مع تغييرات طفيفة فقط.

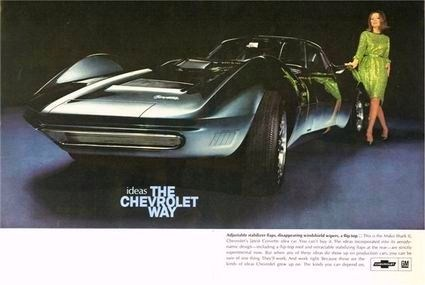
إعلان ماكو شارك 2 (1966)

خلف هارلي إيرل كان بيل ميتشل الرجل الذي يقف وراء معظم مفاهيم كورفيت في الستينيات والسبعينيات. وكان الجيل الثاني (سي2) لعام 1963 له، وظهر تصميمه لأول مرة على ستنجري راسر عام 1959. وقد ظهرت لأول مرة في مارلبورو ريسواي في 18 أبريل 1959، مدعومة بمحرك 283 مكعب في (4.64 لتر) V8 برؤوس أسطوانات من الألومنيوم المضغوط 11: 1 واحتلت المركز الرابع. وتسابقت خلال عام 1960 مرتدية شارات "Sting Ray" فقط قبل أن تتقاعد للقيام بجولة في حلبة عرض السيارات في عام 1961.
في عام 1961 صمم لاري شينودا سيارة العرض XP-755 ماكو شارك كمفهوم لكورفيتات المستقبل. وتماشيًا مع الاسم كان الانسياب والأنف المدبب والتفاصيل الأخرى مستوحاة جزئيًا من مظهر تلك السمكة السريعة جدًا. وتم منح ذيل كورفيت عام 1961 مصباحين خلفيين إضافيين (ستة إجمالاً) للسيارة الاختبارية. الجسم مستوحى من إنتاج عام 1963 ستينج راي.
في عام 1965 أزال ميتشل الهيكل الأصلي للمفهوم وأعاد تصميمه ليصبح ماكو شارك 2. في الواقع أنشأت شيفروليه اثنتين منهم واحدة منهما فقط كانت تعمل بكامل طاقتها. وسميت ماكو شارك الأصلية بأثر رجعي باسم ماكو شارك آي. وظهرت سيارة ماكو شارك 2 لأول مرة في عام 1965 كسيارة عرض، وقد أثر هذا المفهوم على كورفيت التي أعاد تصميمها ميتشل عام 1968.
تتميز ايروفيت بتكوين محرك وسطي باستخدام تركيب عرضي لمحرك V-8 الخاص بها. قام مهندسو زورا أركوس دونتوف في الأصل ببناء اثنين من أكس بي -882s خلال عام 1969. وطلب جون ديلوريان المدير العام لشركة تشيفي واحدة للعرض في معرض نيويورك للسيارات 1970. وفي عام 1972 أذن ديلوريان بمزيد من العمل على XP-882. وتم تصنيع هيكل شبه مطابق من سبائك الألومنيوم وأصبح XP-895 «سيارة رينولدز ألمنيوم». واستجابت دونتوف وميتشل مع اثنين من محركات شيفروليه فيجا (ستيلبورن) وانكل 2 الدوار متحدًا معًا كمحرك 4 دوار 420 حصان (310 كيلو واط) والذي تم استخدامه لتشغيل XP-895. تم عرضه لأول مرة في أواخر عام 1973. وتم تجهيز سيارة العرض المكونة من 4 دوارات بمحرك في8 صغير الحجم بقدرة 400 متر مكعب في (6.6 لتر) في عام 1977 وأعيد تصميمه من ايروفيت. وقد وافق رئيس جنرال موتورز توماس مورفي على ايروفيت لإنتاج 1980، لكن تقاعد ميتشل في ذلك العام جنبًا إلى جنب مع عدم حماس ديف ماكليلان كبير مهندسي كورفيت آنذاك لتصميم المحرك المتوسط وبيانات البيع البطيء على السيارات ذات المحركات المتوسطة، فقضت على الأمل الأخير لسيارة كورفيت ذات المحرك الوسطي.

تم الكشف عن سيارة مفهوم كورفيت ستينغراي للذكرى السنوية في معرض ديترويت للسيارات 2009 بعد خمسين عامًا من مفهوم ستينج راي المتسابق لعام 1959. وقد استندت السيارة إلى مزيج من ستينغ راي عام 1963 وستينغراي عام 1968. يظهر مفهوم ستينغراي الجديد في فيلم المتحولون: الثأر من الذين سقطوا لعام 2009 كوضع السيارة لشخصية سايدسوايب (Sideswipe). وتم استخدام نسخة قابلة للتحويل / سبيدستر لنفس الشخصية في تتمة 2011 المتحولون: ظلمة القمر.

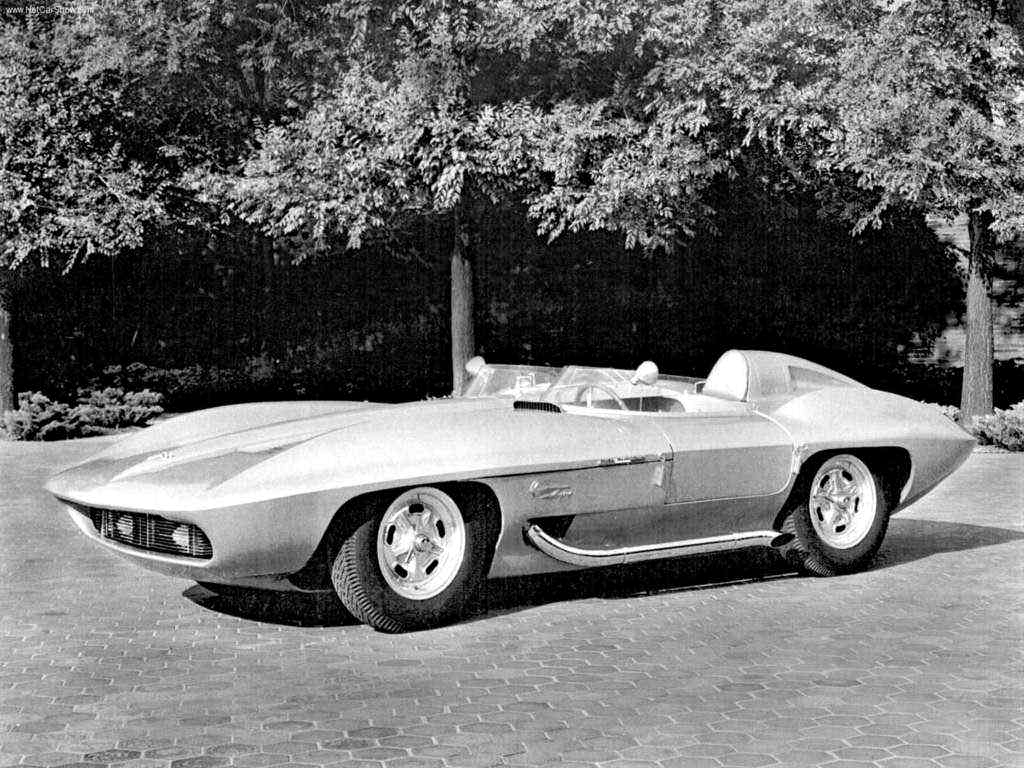
سيارة 1959 كورفيت أكس بي-87 ستينغراي ريسر المبتكرة
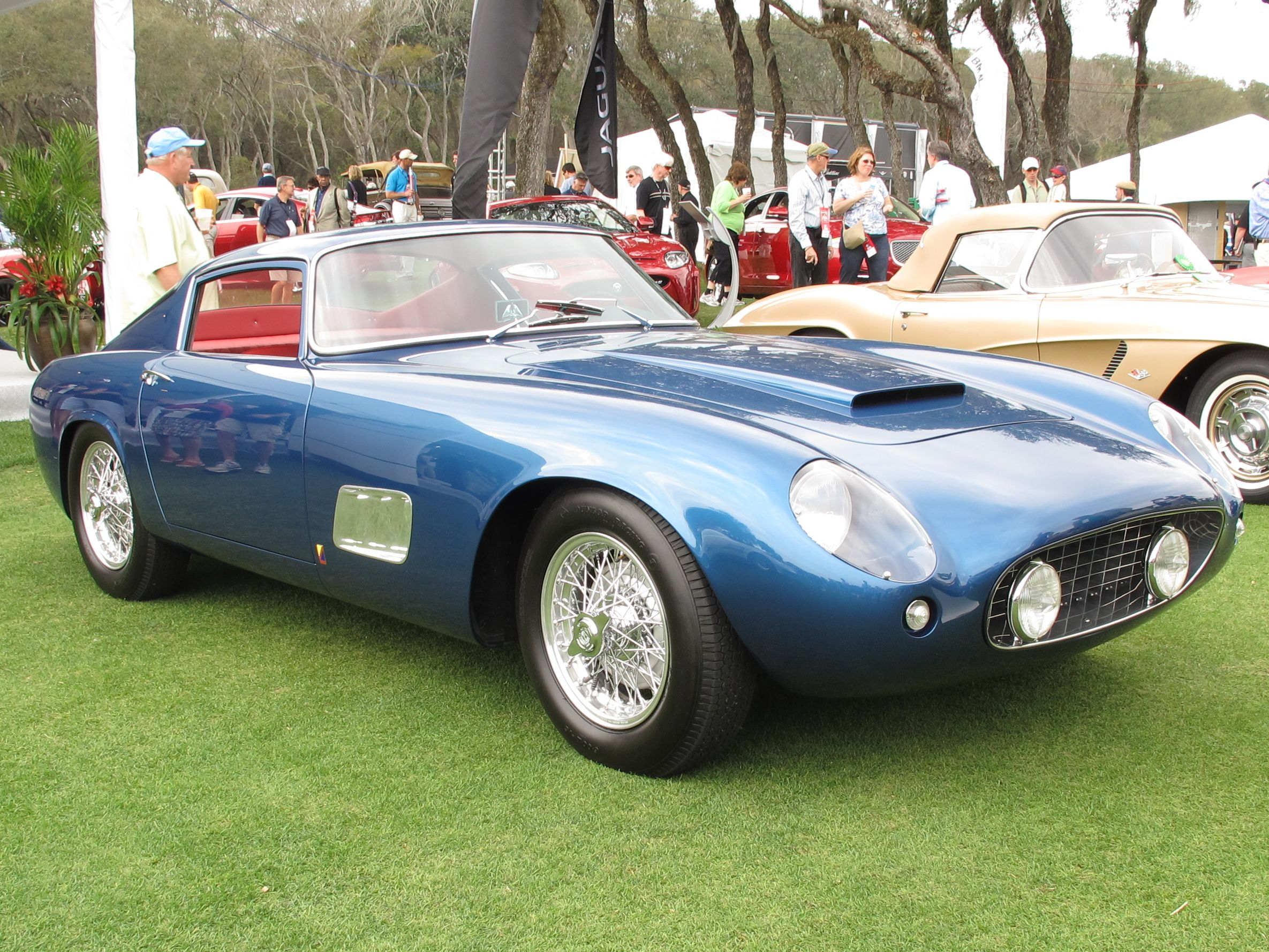
سكاليتي كورفيت 1959
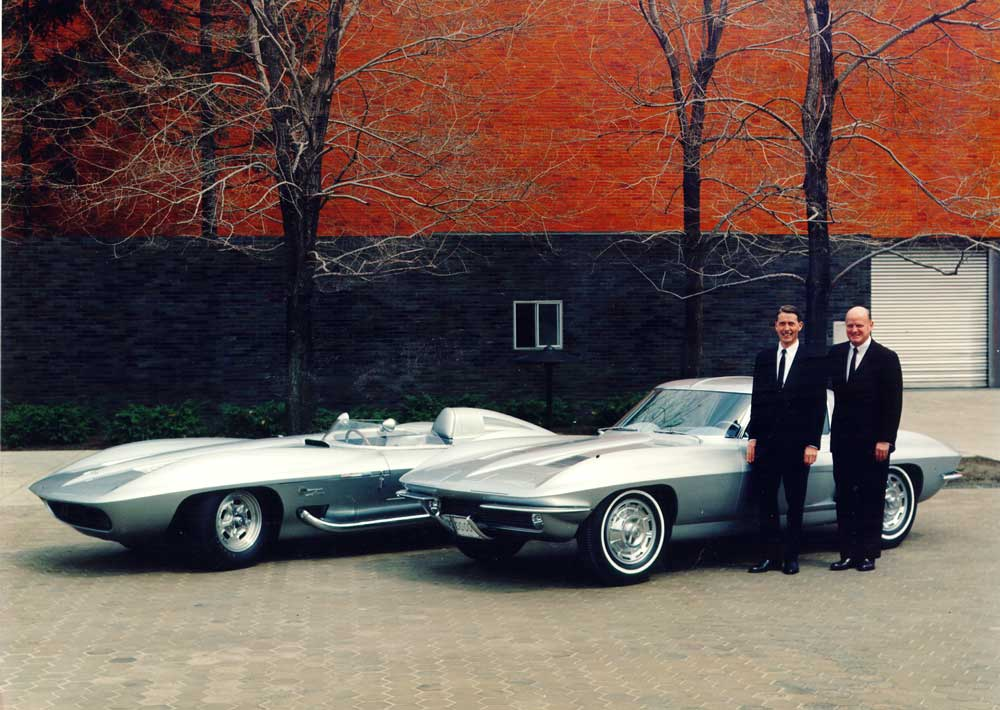
أكس بي-87 مع موديل 1963 والمصمم بيل ميتشل
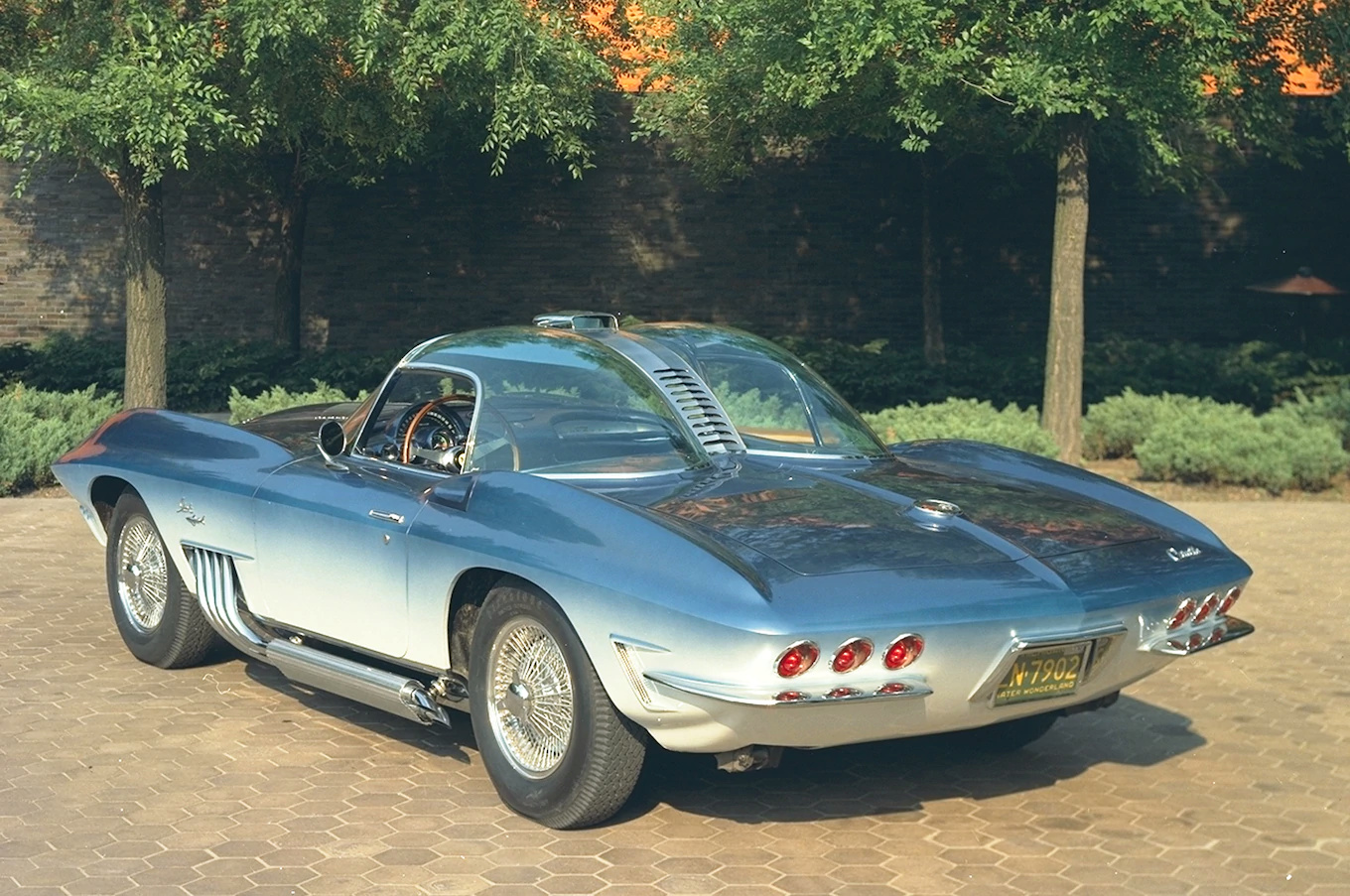
سيارة 1961 ماكو شارك المبتكرة
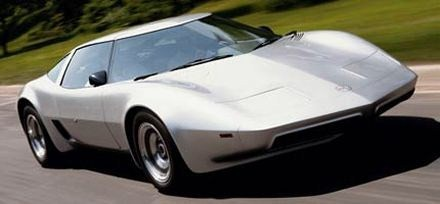
سيارة أيروفيت 1977 المبتكرة
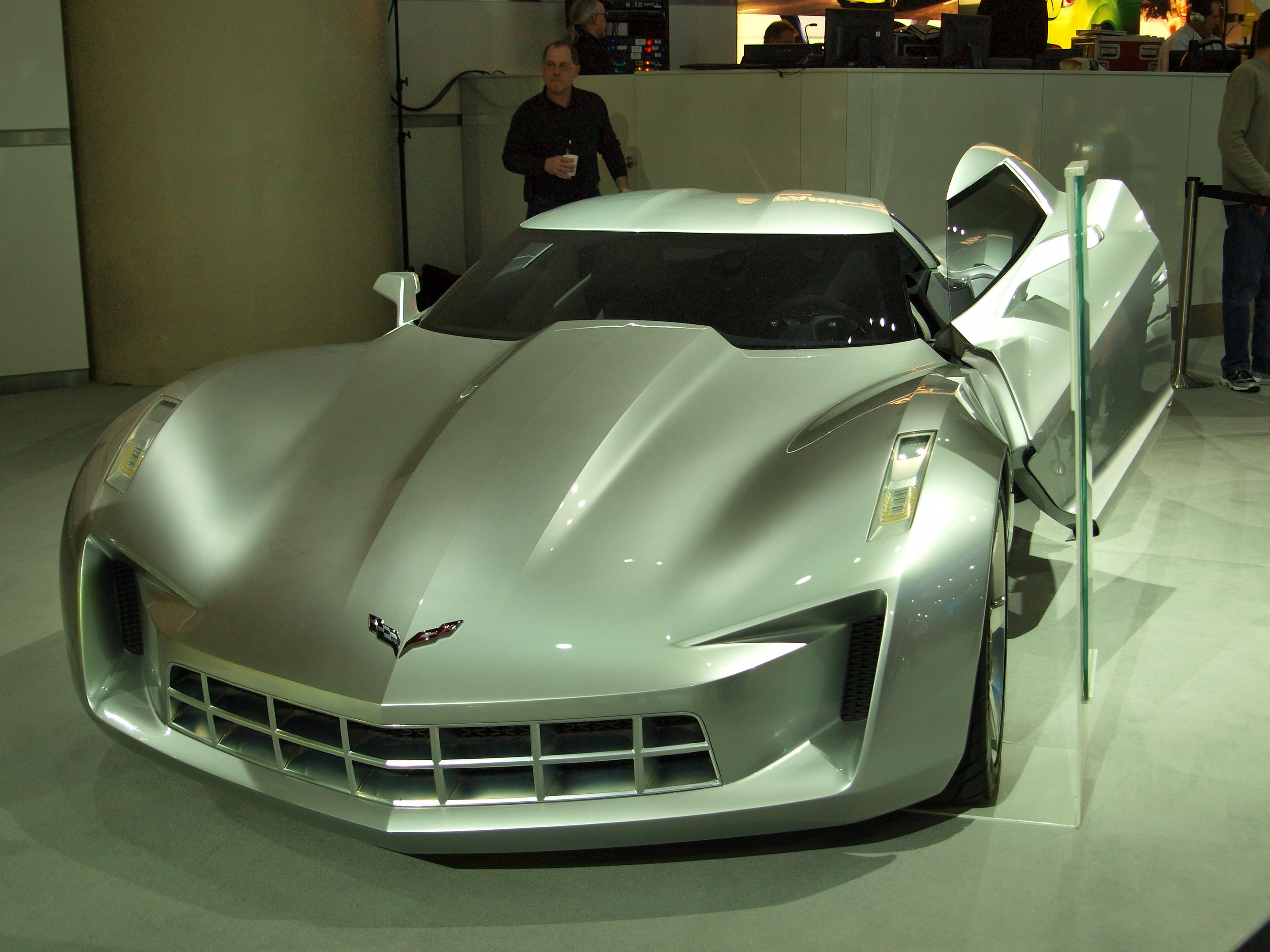
سيارة 2009 كورفيت ستينغراي المبتكرة

## التركيبة السكانية لمالكي السيارة
وفقًا لبحث أجرته جمعية سوق المعدات المتخصصة وإكسبريان أوتوموتيف واعتبارًا من عام 2009 كان هناك ما يقرب من 750,000 كورفيتات من جميع سنوات الطراز سجلت في الولايات المتحدة. وقد تم تم توزيع مالكي سيارات كورفيت بالتساوي في جميع أنحاء البلاد مع أعلى كثافة في ميشيغان (3.47 لكل 1000 ساكن) وأدنى كثافة في يوتا وميسيسيبي وهاواي (1.66 و1.63 و1.53 تسجيلًا لكل 1000 ساكن). كما كان 47٪ منهم يحملون شهادات جامعية (أعلى بكثير من المتوسط الوطني البالغ 27٪)، و82٪ تتراوح أعمارهم بين 40 و69 (متوسط العمر 53).

## سباقات

### سي 5- آر

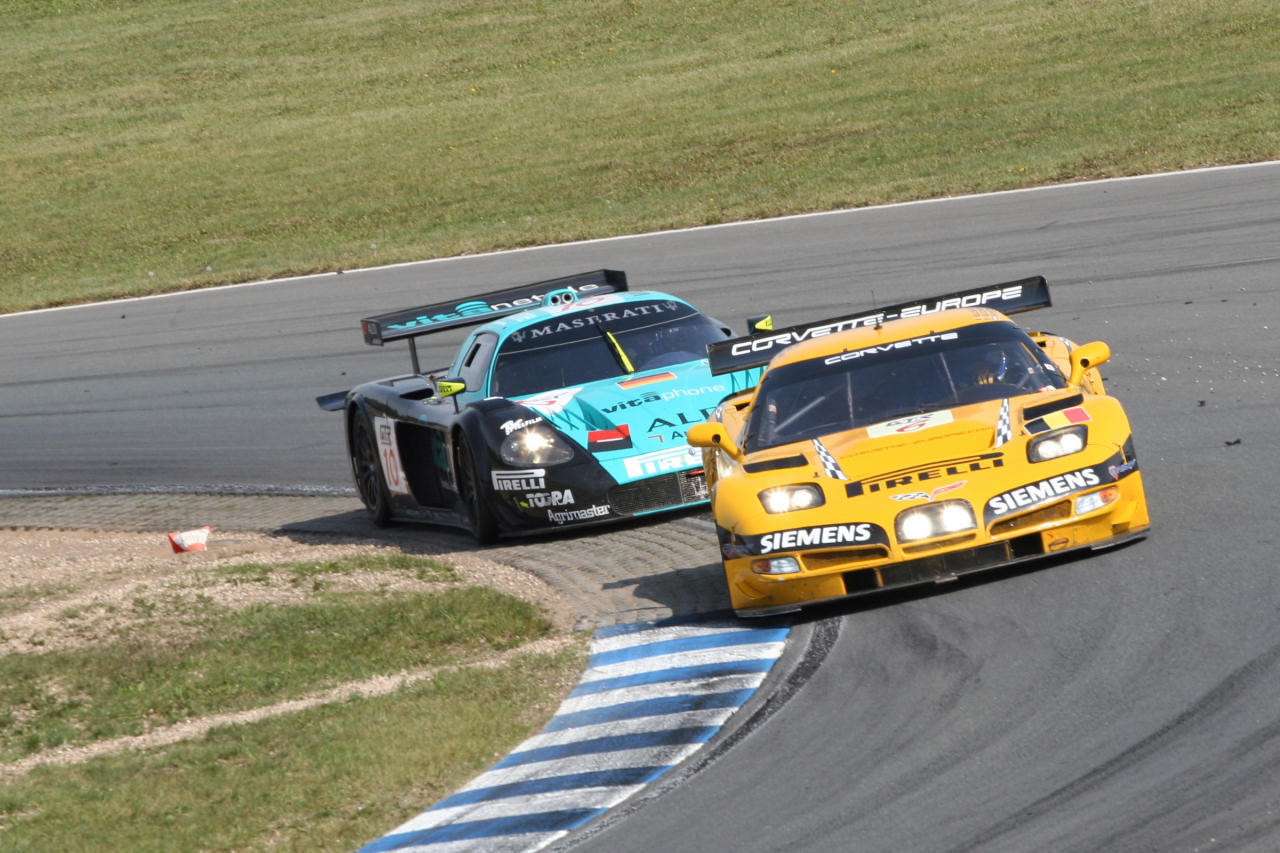
كورفيت سي5-آر تتقدم مازيراتي أم سي12 في أوشيرسلبن بألمانيا

في عام 1960 تم تعديل ثلاث من الكورفيت من طراز C-1 ودخلت في سباق لومان 24 ساعة من قبل مالك الفريق بريجز كانينغهام والتي كانت مرقمة رقم 1 ورقم 2 ورقم 3 سيارات في السباق. وكان يقود السيارة المرقمة رقم 3 جون فيتش وبوب غروسمان وقد أنهت السباق في المركز الثامن بشكل عام، لكنها فازت بفئة جي تي كبيرة التجويف.
شيفروليه كورفيت C5-R هي سيارة سباق سيارات كبيرة تم تصنيعها بواسطة برات وميلر وجنرال موتورز للمنافسة في سباقات التحمل. تعتمد السيارة على الجيل C5 من سيارة شفروليه كورفيت الرياضية، ولكنها مصممة فقط للاستخدام في رياضة السيارات. وأصبحت واحدة من أكثر السيارات هيمنة في فئات GT، حيث فازت في 24 ساعة في دايتونا و12 ساعة من سيبرينغ و24 ساعة في لومان بالإضافة إلى بطولات سلسلة لومان الأمريكية. وظهرت كورفيت C5-Rs لأول مرة في عام 1999 وما زالت تتسابق حتى يومنا هذا، على الرغم من أن C5-R قد تم استبدالها فعليًا بكورفيت C6.R.

### سي6.آر

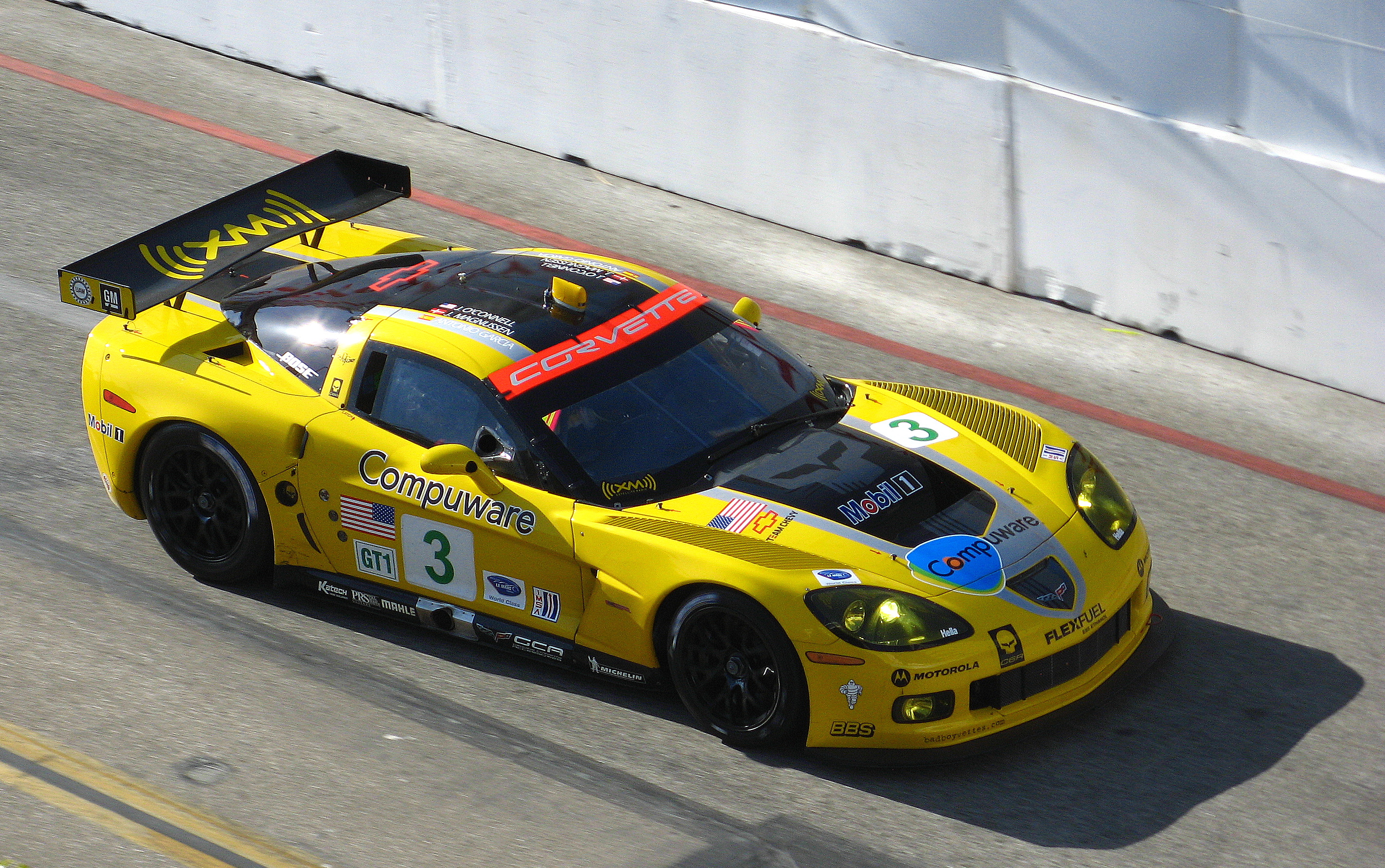
سيارة GT1 C6.R على الجزء الخلفي مباشرة من لونج بيتش في كاليفورنيا

سي6.آر جي تي1 (زد06): في عام 2005 بدأ فريق كورفيت في المصنع سباقات سي6.آر لتتزامن مع طرح الجيل السادس من كورفيت (سي6) للجمهور. استمرت الفرق الخاصة في أوروبا بشكل أساسي في سباق C5-R لبضع سنوات قبل التحول إلى C6.R. وواصلت كورفيت C6.R الفوز بفئتها في كل سباق دخلت فيه في موسم 2005 من سلسلة لومان الأمريكية. وبحلول نهاية عام 2009 كانت كورفيت قد انتزعت أربعة ألقاب متتالية لفريق ALMS GT1 ومصنعيها (2005-2008) وثلاثة انتصارات في فئة لومان 24 ساعة في فئة LMGT1 (2005،2006،2009). وفازت DBR9 التابعة لفريق أستون مارتن بسباقات عامي 2007 و2008. وكان آخر سباق رسمي لمصنع جي تي1 كورفيت هو سباق لومان 2009 24 ساعة.
سي6.آر جي تي2 (زد آر1): بينما استمر بعض القراصنة في استخدام نسخة GT1 من C6.R في أوروبا، تحول فريق المصنع الرسمي كورفيت ريسينغ من فئة GT1 المحتضرة ببطء إلى فئة GT2 الأكثر تنافسية وشعبية في منتصف عام 2009. واستخدمت جي تي2 سي6.آر الجديدة نسخة معدلة من هيكل طراز زد آر1 ولكنها لا تحتوي على محرك زد آر1 فائق الشحن. وتعتمد قواعد جي تي2 بشكل أكبر على مركبات الإنتاج، لذلك كان محرك جي تي2 سي6.آر الطبيعي أكثر تقييدًا وأقل قوة من سابقتها. ظهرت السيارة لأول مرة في جولة ALMS في منتصف سباق ولاية أوهايو. ولقد حققوا فوزًا واحدًا في سباق ALMS في موسم ALMS 2009 المتبقي وانتصارًا واحدًا في الجولة الأخيرة من موسم 2010 بيتي لومان. وقد تصدرت سيارتا GT2 C6.R من كورفيت ريسينغ معظم سباق لومان 24 ساعة لعام 2010، لكن كلا السيارتين اضطرتا للانسحاب. السباق في فئة GTE Pro الجديدة تسابق C6.R في سباق لومان 2011 24 ساعة مع السيارة رقم 73 التي حققت الفوز. وقادت السيارة رقم 74 الفصل لمعظم السباق لكنها تحطمت في ساعات الصباح. كما فازت السيارة C6.R التي تسابقها Larbre بفئة GTE Am. وفي عام 2012 عادت كورفيت ريسينغ إلى المجد بفوزها بأربعة سباقات من أصل 10 وحصلت على بطولات السائقين والفريق والمصنّعين. وكررت كورفيت ريسينغ هذا الإنجاز في عام 2013 بالفوز في 5 من 10 سباقات والمطالبة ببطولات السائقين والفريق والمصنّعين مرة أخرى.

### سي 7.آر

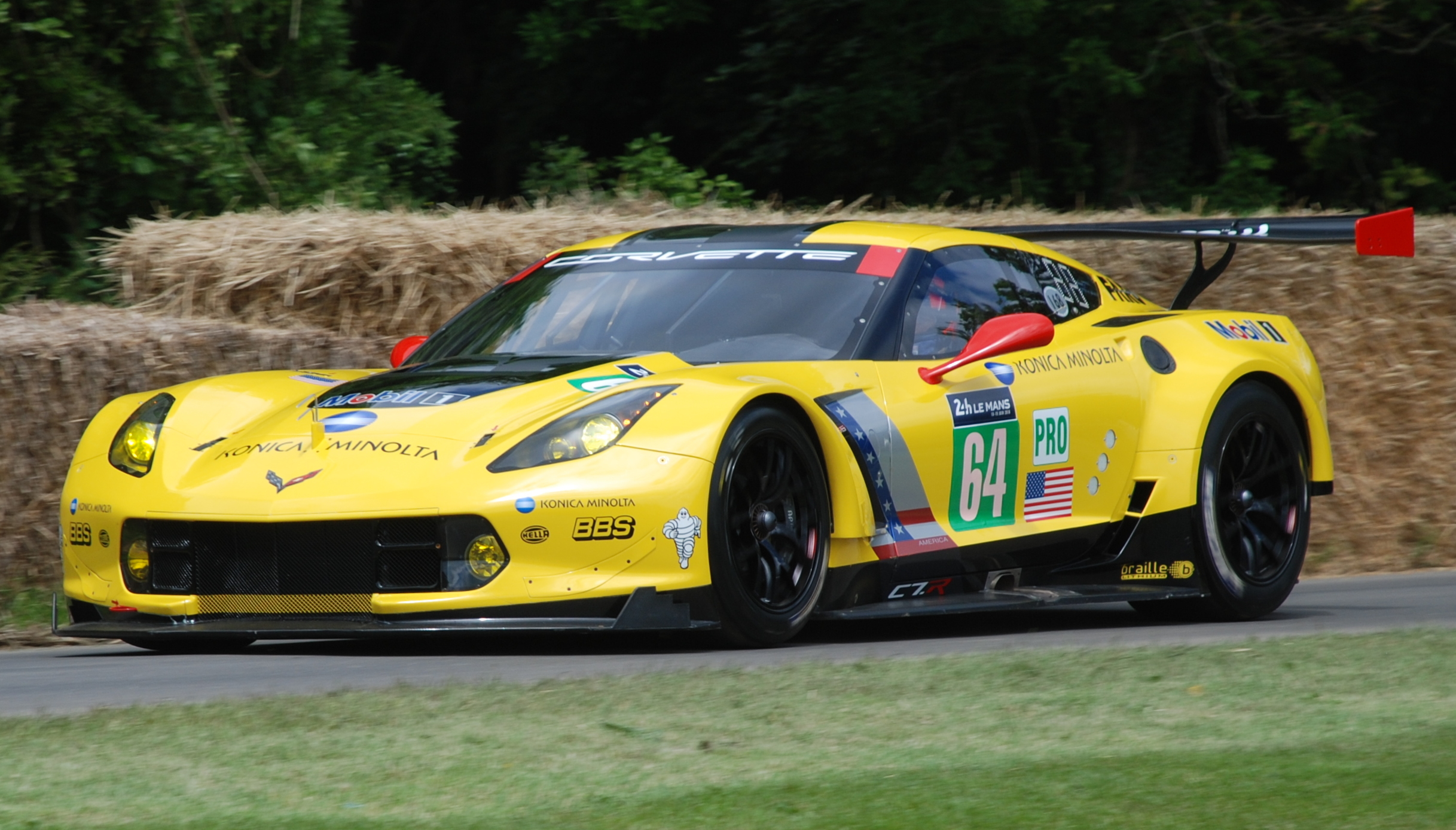
كورفيت سي7.آر في مهرجان جودوود للسرعة 2016

في عام 2014 قدمت كورفيت ريسينغ سي7.آر الجديدة لتتزامن مع إطلاق الجيل السابع من كورفيت سي7. وظهرت السيارة لأول مرة على المسار الصحيح في بطولة رولكس موتورسبورتس ريونيون 2013 وشاركت لاحقًا في رور قبل رولكس 24 2014 للتحضير لبطولة يونايتد سبورتس كار 2014. وظهرت كسوة السيارة الجديدة لأول مرة في معرض أمريكا الشمالية الدولي للسيارات 2014. وفي عام 2015 حققت كورفيت ريسينغ C7.R انتصارات كبيرة في كل من 24 ساعة في دايتونا و24 ساعة في لومان.

### سي8.آر
في أكتوبر 2019 في مجمع زوار مركز كينيدي للفضاء ظهرت سي8.آر لأول مرة بشكل مفاجئ خلال العرض العالمي الأول للسيارة سي8 المكشوفة. وشاركت سيارتان في رولكس 24 2020 في دايتونا إنترناشونال سبيدواي. حيث احتلت السيارات المرتبة الرابعة والسابعة في فئة جي تي أل أم.

### سيارات السرعة في إنديانابوليس 500

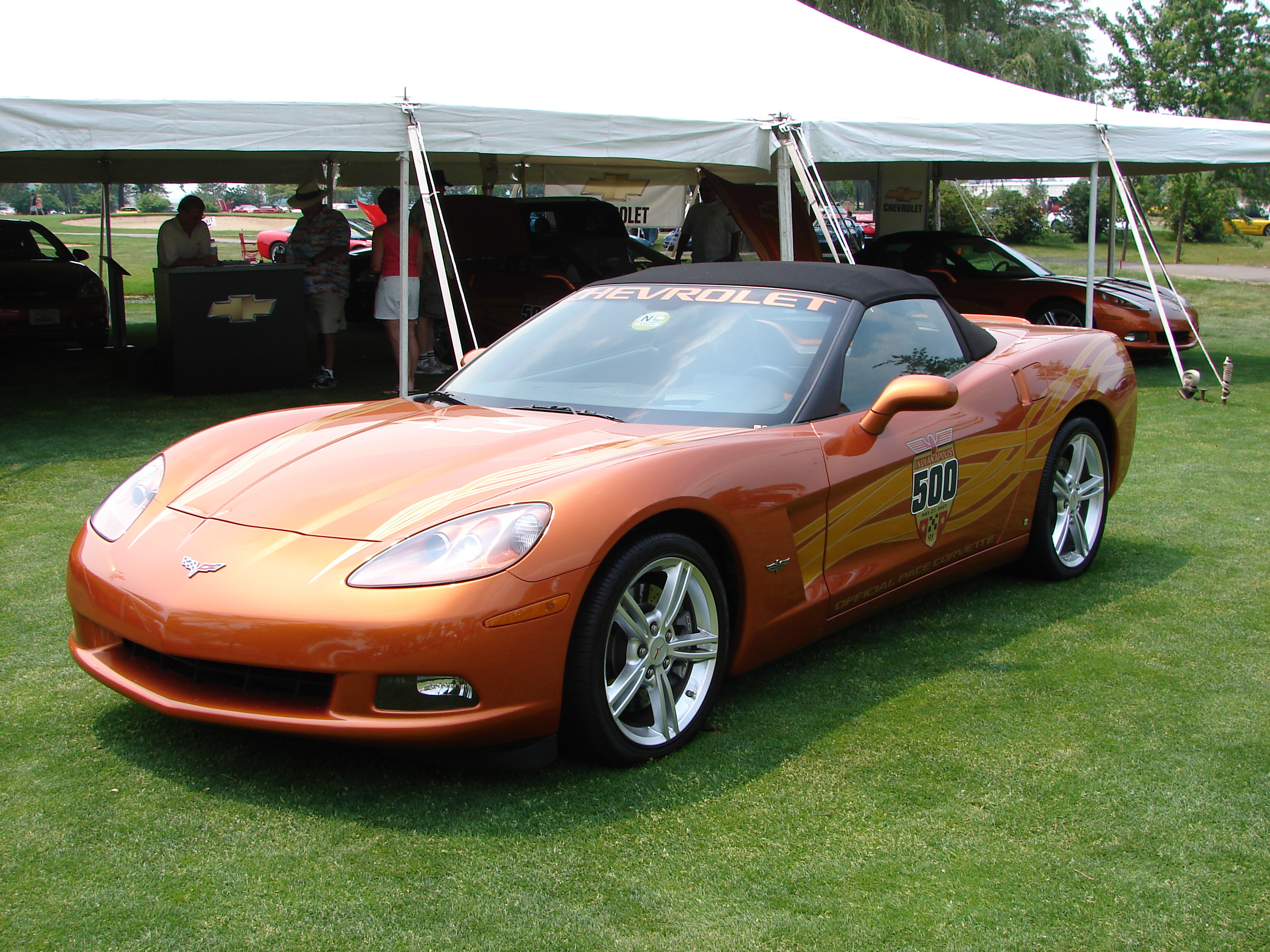
2007 كورفيت إندي 500 بيس كار

تم اختيار سيارة كورفيت لتكون سيارة السرعة في إنديانابوليس 500 لـ18 مرة. حيث يمثل إصدار 2008 من إندي 500 رقماً قياسياً للعام الخامس على التوالي لقيادة هذا المجال حتى عام 2009 عندما تم اختيار شيفروليه كامارو أس أس.

## روابط مفيدة
- الموقع الرسمي لشيفرولية كورفيت
- معلومات عن طراز شيفروليه كورفيت سي6.آر جي تي 2
- معلومات عن طراز شيفروليه كورفيت سي6 آر - 2005